# Ledebouria venteri
Ledebouria venteri là một loài thực vật có hoa trong họ Măng tây. Loài này được van Jaarsv. & A.E.van Wyk mô tả khoa học đầu tiên năm 2006.